# Astragalus distinctissimus
Astragalus distinctissimus är en ärtväxtart som beskrevs av Karl Heinz Rechinger och Edelb. Astragalus distinctissimus ingår i släktet vedlar, och familjen ärtväxter. Inga underarter finns listade i Catalogue of Life.